# Westenschouwen
Westenschouwen es una localidad ubicada en la provincia de Zelanda (Países Bajos). Es parte del municipio de Schouwen-Duiveland y se ubica a 21 km al norte de Midelburgo.
Fue un municipio separado hasta 1816, cuando se fusionó en Burgh. En 1961 fue trasladado al municipio de Westerschouwen y en 1997 se integró en el municipio de Schouwen-Duiveland. Lleva el código postal de Burgh-Haamstede.
Según el Centraal Bureau voor de Statistiek, en 2021 tenía una población de 235 habitantes y una superficie de 0,75 km².